# Soyaniquilpan de Juárez, México
Soyaniquilpan de Juárez là một đô thị thuộc bang México, México. Năm 2005, dân số của đô thị này là 10719 người.